# Karoliniškės-Gymnasium Vilnius
Das Karoliniškės-Gymnasium Vilnius (lit. Vilniaus Karoliniškių gimnazija) ist ein litauischsprachiges kommunales Gymnasium in der litauischen Hauptstadt Vilnius und die älteste und die größte Bildungseinrichtung im Stadtteil Karoliniškės.

## Geschichte
1974 wurde die 41. Sekundarschule Vilnius mit Abitur gegründet. Im ersten Jahr arbeiteten 63 Pädagogen, an der Schule lernten 1.520 Schüler. Im Schuljahr 1988/1989 startete die 41. Sekundarschule Vilnius als erste in der Republik Litauen ein Experiment zum Profilunterricht.
1994 erhielt die Schule den Namen des Stadtbezirks (Karoliniškės). 1995 wurden Oberstufenklassen mit humanitärem und realem Profil eingeführt. Am 1. September 1999 wurde der Schule der Status eines Gymnasiums verliehen. 2010 wurde das Schulgebäude saniert.

## Bekannte Schüler
- Alvydas Medalinskas (* 1963), Journalist und Politiker, Seimas-Mitglied
- Loreta Asanavičiūtė (1967–1991), Todesopfer der Demonstrationen für die Freiheit und Unabhängigkeit Litauens
- Mantas Adomėnas (* 1972), Philosoph und Politiker, Vizeminister für Auswärtige Angelegenheiten, Seimas-Mitglied
- Martynas Gecevičius (* 1988), Basketballspieler